# Eutrepsia polyxena
Eutrepsia polyxena är en fjärilsart som beskrevs av Druce 1893. Eutrepsia polyxena ingår i släktet Eutrepsia och familjen mätare. Inga underarter finns listade i Catalogue of Life.